# トロと旅するTHE MOVIE
トロと旅するTHE MOVIE（トロとたびする ザ ムービー）は2009年4月15日（製作フジテレビ）の作品。

## 概要
『めざましテレビ』の1コーナー『トロと旅する』が2007年9月に終了した後、放浪の旅に出た井上トロの行方を多くの著名人の目撃証言を元に調査していくモキュメンタリースタイルの作品。

## キャスト
- 広末涼子
- 戸田恵子
- ブラザートム
- KABA.ちゃん
- 阿藤快
- 岡本夏生
- ダンディ坂野
- 大塚範一
- 高島彩（フジテレビアナウンサー）
- 中野美奈子（フジテレビアナウンサー）
- 軽部真一（フジテレビアナウンサー）
- 皆藤愛子
- 松尾翠（フジテレビアナウンサー）
- 小西真奈美

ほか

## 収録内容
- ゴルフ場で、ヨケイなオセワ編
- 旅館で、オトナって、、、編
- 座禅で、ギリギリのギリ編
- 白川郷で、告白編
- 富士山麓で、INNER TRIP編
- エステ＆ホテルで、ゴージャスな1日編
- 砂丘で、ササヤカキセキ編

## 商品
DVD版
2009年4月15日発売。
映像特典
- トロが旅した本当の理由
- 高島アナ＆中野アナ撮影メイキング
- トロが旅したポイント情報

PlayStation Store配信版
2009年7月22日配信開始のレンタル版と、2009年10月21日配信開始のセル版の2種類がある。いずれもPlayStation Storeからのダウンロード販売で、PlayStation 3またはPlayStation Portableで視聴できる。レンタル版はHD画質とSD画質が用意されているが、セル版はSD画質のみ。
映像特典
- トロが旅した本当の理由
- こねこトロのショートストーリー

## スタッフ
- 監督・脚本：内田保憲（エムファーム）
- エグゼクティブプロデューサー：鈴木克明（フジテレビ）
- 企画プロデュース：角谷公英（同）
- プロデューサー：石井亜美（同）、高麗倫太郎（エムファーム）
- 音楽：平井真美子
- CGプロデューサー：五十峯誠（ソニー・コンピュータ）
- CGディレクター：南治一徳（BeXide）
- CG制作：Bexide
- カメラ：安達良・中村純（池田屋）
- 編集：福島兼広（東通ビデオセンター事業部）
- MA：横田良孝（同）
- 車両：小関川俊二（AR）